# Mabini (Batangas)
Mabini is een gemeente in de Filipijnse provincie Batangas op het eiland Luzon. Bij de laatste census in 2010 telde de gemeente ruim 44 duizend inwoners.

## Geografie

### Bestuurlijke indeling
Mabini is onderverdeeld in de volgende 34 barangays:
| - Anilao Proper - Anilao East - Bagalangit - Bulacan - Calamias - Estrella - Gasang - Laurel - Ligaya - Mainaga - Mainit - Majuben | - Malimatoc I - Malimatoc II - Nag-Iba - Pilahan - Poblacion - Pulang Lupa - Pulong Anahao - Pulong Balibaguhan - Pulong Niogan - Saguing - Sampaguita | - San Francisco - San Jose - San Juan - San Teodoro - Santa Ana - Santa Mesa - Santo Niño - Santo Tomas - Solo - Talaga Proper - Talaga East |

## Demografie
Mabini had bij de census van 2010 een inwoneraantal van 44.391 mensen. Dit waren 3.762 mensen (9,3%) meer dan bij de vorige census van 2007. Ten opzichte van de census van 2000 was het aantal inwoners gegroeid met 6.917 mensen (18,5%). De gemiddelde jaarlijkse groei in die periode kwam daarmee uit op 1,71%, hetgeen lager was dan het landelijk jaarlijks gemiddelde over deze periode (1,90%).
De bevolkingsdichtheid van Mabini was ten tijde van de laatste census, met 44.391 inwoners op 44,47 km², 998,2 mensen per km².
Agoncillo · Alitagtag · Balayan · Balete · Batangas City · Bauan · Calaca · Calatagan · Cuenca · Ibaan · Laurel · Lemery · Lian · Lipa · Lobo · Mabini · Malvar · Mataasnakahoy · Nasugbu · Padre Garcia · Rosario · San Jose · San Juan · San Luis · San Nicolas · San Pascual · Santa Teresita · Santo Tomas · Taal · Talisay · Tanauan · Taysan · Tingloy · Tuy